# Панафидин, Иван Дмитриевич
Иван Дмитриевич Панафи́дин (1888 год, посёлок Зыряновского рудника Томской губернии — не ранее 1937 года) — советский государственный деятель.

## Биография
Родился в 1888 году в посёлке Зыряновского рудника Томской губернии, ныне город Алтай в Восточно-Казахстанской области Казахстана.
С 1920 года работает в Семипалатинском губревкоме, где недолго был председателем, а затем заведовал отделом юстиции. Помимо этого являлся членом Семипалатинского губизбиркома.
С 28 августа 1925 года по январь 1926 года — председатель Челябинского окрисполкома.
Арестован в должности директора совхоза «Красная Пойма» Московской области. Архивное дело датировано 1937 годом. Дальнейшая судьба неизвестна.